# 加姆赛姆
加姆赛姆（法語：Gambsheim，发音：[gamsaim]）是法国下莱茵省的一个市镇，属于阿格诺-维桑堡区和布吕马特县（Brumath）。该市镇总面积17.38平方公里，2009年时的人口为4568人。

## 人口
加姆赛姆人口变化图示